# Quinndary Weatherspoon
Pour les articles homonymes, voir Weatherspoon.
Quinndary Vonta Weatherspoon, né le 10 septembre 1996 à Canton dans le Mississippi, est un joueur américain de basket-ball évoluant au poste d'arrière.

## Biographie
Quinndary Weatherspoon est drafté au second tour en 49e position de la draft NBA 2019 par les Spurs de San Antonio.
Le 8 juillet 2019, il signe un contrat two-way avec les Spurs de San Antonio pour la saison à venir.
Le 4 décembre 2020, il signe à nouveau un contrat two-way avec les Spurs de San Antonio.
Le 22 décembre 2021, il signe pour 10 jours avec les Warriors de Golden State. Début janvier 2022, il signe un contrat two-way avec la franchise de San Francisco. Le 16 juin 2022 il reçoit son premier titre NBA gagné avec les Warriors de Golden States contre les Boston Celtics.

## Statistiques

### Université
gras = ses meilleures performances
Statistiques en NCAA de Quinndary Weatherspoon
| Saison    | Équipe          | Matchs | Titul. | Min./m | % Tir | % 3pts | % LF | Rbds/m. | Pass/m. | Int/m. | Ctr/m. | Pts/m. |
| --------- | --------------- | ------ | ------ | ------ | ----- | ------ | ---- | ------- | ------- | ------ | ------ | ------ |
| 2015-2016 | Mississippi St. | 31     | 17     | 27,0   | 44,8  | 39,4   | 80,5 | 4,70    | 1,40    | 1,40   | 0,50   | 12,00  |
| 2016-2017 | Mississippi St. | 29     | 29     | 31,9   | 46,9  | 37,3   | 76,6 | 5,10    | 1,80    | 1,70   | 0,30   | 16,50  |
| 2017-2018 | Mississippi St. | 37     | 37     | 31,4   | 48,4  | 31,3   | 77,1 | 6,00    | 3,30    | 1,40   | 0,30   | 14,40  |
| 2018-2019 | Mississippi St. | 34     | 34     | 34,0   | 50,8  | 39,6   | 80,9 | 4,70    | 2,80    | 1,70   | 0,30   | 18,50  |
| Total     | Total           | 131    | 117    | 31,1   | 48,0  | 36,8   | 78,8 | 5,20    | 2,40    | 1,50   | 0,40   | 15,40  |

### Saison régulière NBA
| Champion NBA |

gras = ses meilleures performances
Statistiques en saison régulière de Quinndary Weatherspoon :
| Saison     | Équipe       | Matchs | Titul. | Min./m | % Tir | % 3pts | % LF  | Rbds/m. | Pass/m. | Int/m. | Ctr/m. | Pts/m. |
| ---------- | ------------ | ------ | ------ | ------ | ----- | ------ | ----- | ------- | ------- | ------ | ------ | ------ |
| 2019-2020  | San Antonio  | 11     | 0      | 7,1    | 29,4  | 20,0   | 50,0  | 0,60    | 1,00    | 0,30   | 0,10   | 1,10   |
| 2020-2021* | San Antonio  | 20     | 0      | 6,1    | 45,7  | 16,7   | 81,3  | 0,60    | 0,40    | 0,40   | 0,10   | 6,10   |
| 2021-2022  | Golden State | 11     | 0      | 6,7    | 57,1  | 20,0   | 100,0 | 1,30    | 0,50    | 0,10   | 0,10   | 2,70   |
| Total      | Total        | 42     | 0      | 6,5    | 45,2  | 18,8   | 82,6  | 0,80    | 0,60    | 0,30   | 0,10   | 2,10   |

Note :

* Saison raccourcie en raison de la pandémie de Covid-19.
Dernière mise à jour effectuée le 17 mai 2021.

## Palmarès

### Palmarès

#### En NBA
Champion NBA en 2022 avec les Warriors de Golden State.
Champion de la Conférence Ouest en 2022 avec les Warriors de Golden State.